# Suuri Haapjärvi
Suuri Haapjärvi är en sjö i kommunen Ruokolax i landskapet Södra Karelen i Finland. Arean är 37 hektar och strandlinjen är 4,36 kilometer lång. Sjön  ingår i Vuoksens huvudavrinningsområde.   Den ligger omkring 49 kilometer nordöst om Villmanstrand och omkring 250 kilometer nordöst om Helsingfors. 
Suuri Haapjärvi ligger norr om Vasari.